# Attentat du 7 juin 2016 à Istanbul
Pour les articles homonymes, voir attentat d'Istanbul.
L'attentat d'Istanbul en date du 7 juin 2016 est un attentat-suicide commis dans le centre d'Istanbul, tuant 12 personnes et en blessant 51,. Il fait suite à deux autres attentats qui ont eu lieu dans la même ville en 2016 : celui du 12 janvier 2016 et celui du 19 mars 2016, tous deux attribués à l'État islamique. Contrairement aux deux précédents, l'attentat du 7 juin est revendiqué par les Faucons de la Liberté du Kurdistan (TAK).

## Contexte
La Turquie fait depuis plusieurs mois l'objet de nombreux attentats terroristes, touchant principalement Ankara et Istanbul, les deux plus grandes villes du pays, venant de l'État islamique, depuis que la Turquie a rejoint la coalition internationale en Irak et en Syrie, du Parti des travailleurs du Kurdistan (PKK) ou des Faucons de la Liberté du Kurdistan (TAK), à la suite de la rupture du cessez-le-feu entre les autorités turques et les séparatistes kurdes en 2015, mais aussi de différentes groupuscules d'extrême-gauche dont le Parti-Front révolutionnaire de libération du peuple est le plus connu.
L'attentat a eu lieu au deuxième jour du Ramadan.

## Explosion
À 8 h 40, heure locale, une voiture piégée explose près d'un autocar de la police antiémeute. Selon la Radio-télévision de Turquie, c'est une bombe déclenchée à distance qui est à l'origine de l'explosion. Toutefois, le 12 juin 2016, les TAK affirment sur leur site internet que les explosifs ont été déclenchées par une kamikaze du nom de Eylem Yaşa. Des coups de feu auraient été entendus peu après l'attaque, d'après la chaîne de télévision NTV,. 
L'attentat a eu lieu dans le quartier de Beyazit et plus exactement dans la rue de Sehzadebasi (Şehzadebaşı Caddesi) devant l'hôtel Celal Aga Konagi, en plein cœur d'Istanbul, près de l'arrêt de tramway de Vezneciler et proche de sites touristiques comme le Grand Bazar.

## Bilan humain
Selon la préfecture de la ville, onze personnes, dont sept policiers et quatre civils, ont été tuées et 36 autres blessées dans l'explosion. Le nombre de blessés est revu à la hausse, passant de 36 à 51 blessés, et il s'agirait de 6 policiers et 5 civils tués. Le gouverneur d'Istanbul, Vasip Sahin, annonce que trois personnes parmi les blessés sont dans un état critique. Le 15 juin 2016, l'un des blessés graves meurt, ramenant à six le nombre de civils morts. 
De nombreux dommages matériels, dans des commerces mais aussi des écoles et une mosquée, sont aussi constatés. 

## Suspects
Le président Recep Tayyip Erdoğan désigne le Parti des travailleurs du Kurdistan comme responsable de l'attentat. Cette affirmation est en accord avec l'avis de plusieurs experts des questions de sécurité pour qui, en se fondant sur le mode opératoire et la cible de l'attaque, l'attentat, qui n'a toujours pas été revendiqué, a été fort probablement orchestré par les séparatistes kurdes du PKK ou des TAK,. D'autant plus qu'en avril 2016, un cadre du PKK, Duran Kalkan, avait affirmé qu'il souhaitait intensifier les attentats pour déstabiliser le pays.
Selon l'Agence Anadolu, la police turque a arrêté quatre suspects dans le cadre de l'enquête. À Ergani, deux élus du Parti démocratique des régions ont également été arrêtés. 

## Revendication
L'attaque est revendiquée le 10 juin par les Faucons de la liberté du Kurdistan (TAK).

## Réactions
Le président turc réaffirme sa volonté de lutter davantage contre le terrorisme.  La chancelière allemande Angela Merkel et le président français François Hollande adressent leurs condoléances. Le secrétaire général de l'OTAN, Jens Stoltenberg, adresse aussi ses condoléances et déclare que les « pays de l'Alliance sont solidaires de la Turquie face à la menace universelle que représente le terrorisme ».  